# Montferland (municipio)
Montferland es un municipio de la Provincia de Güeldres de los Países Bajos, creado el 1 de enero de 2005 por la fusión de dos antiguos municipios: Bergh y Didam.

## Galería

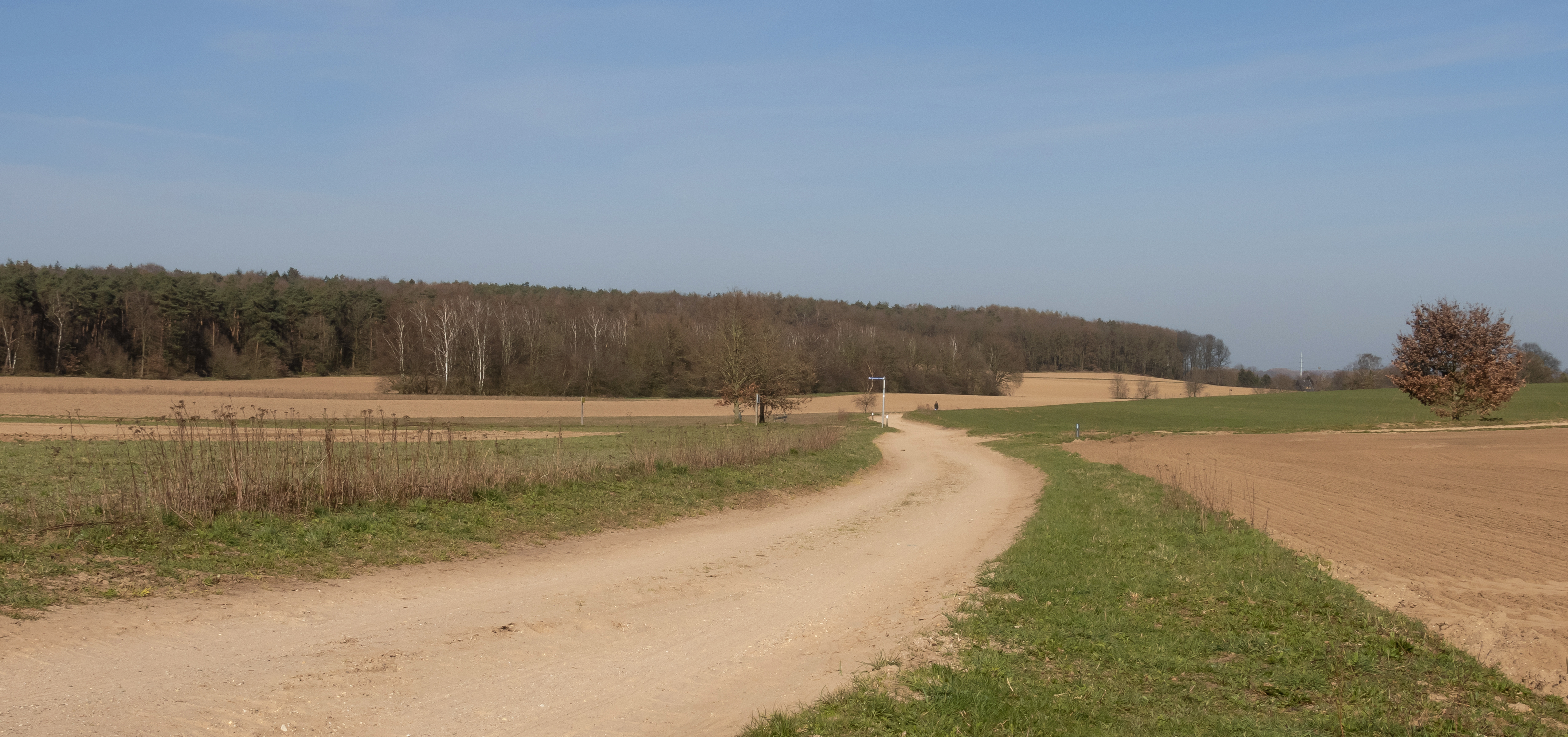
entre Zeddam y Beek, vista de las colinas de Montferland
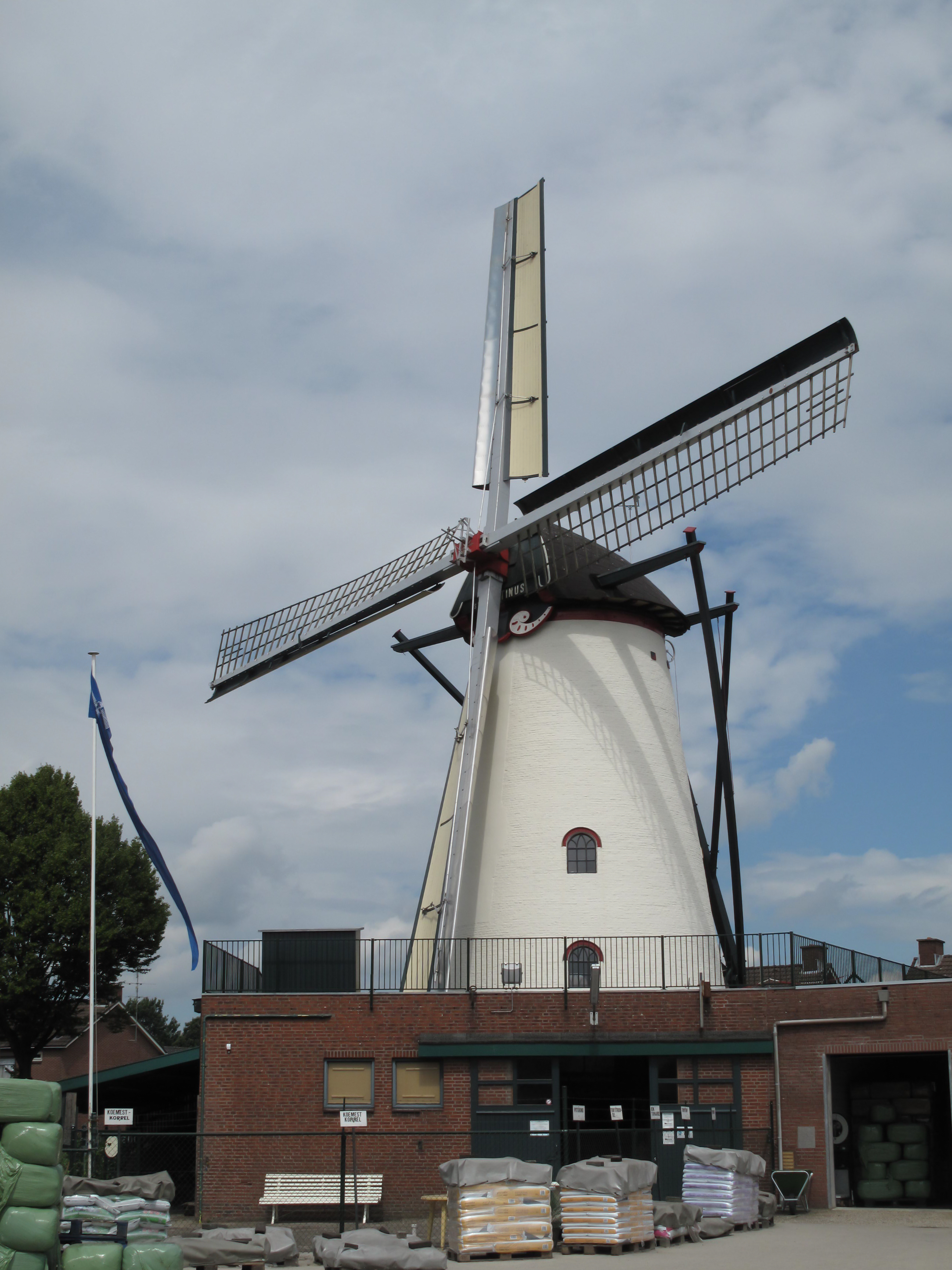
Didam, el molino: molen Sint Martinus
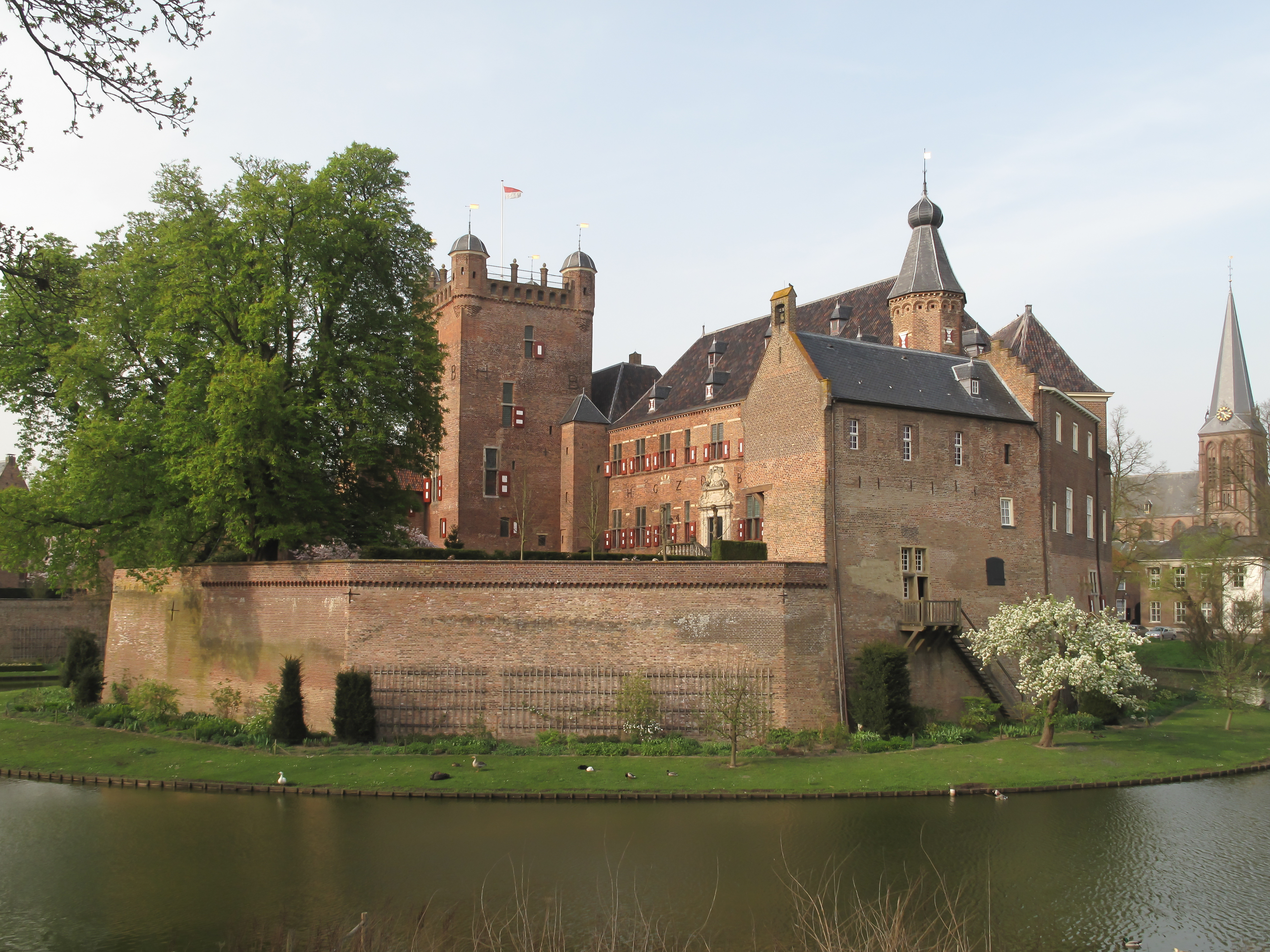
's-Heerenberg, el castillo: huize Bergh
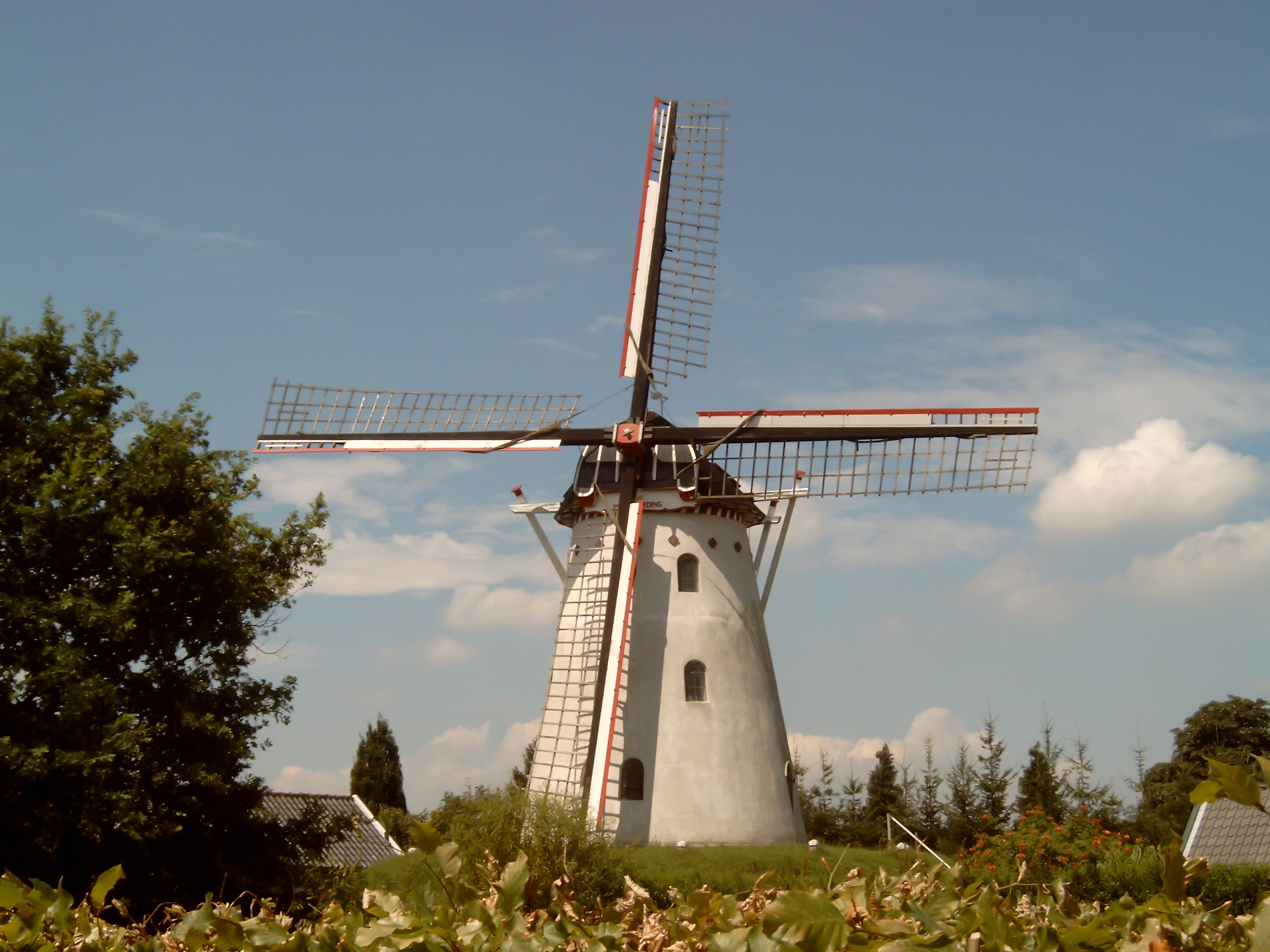
Zeddam, el molino: molen de Volharding
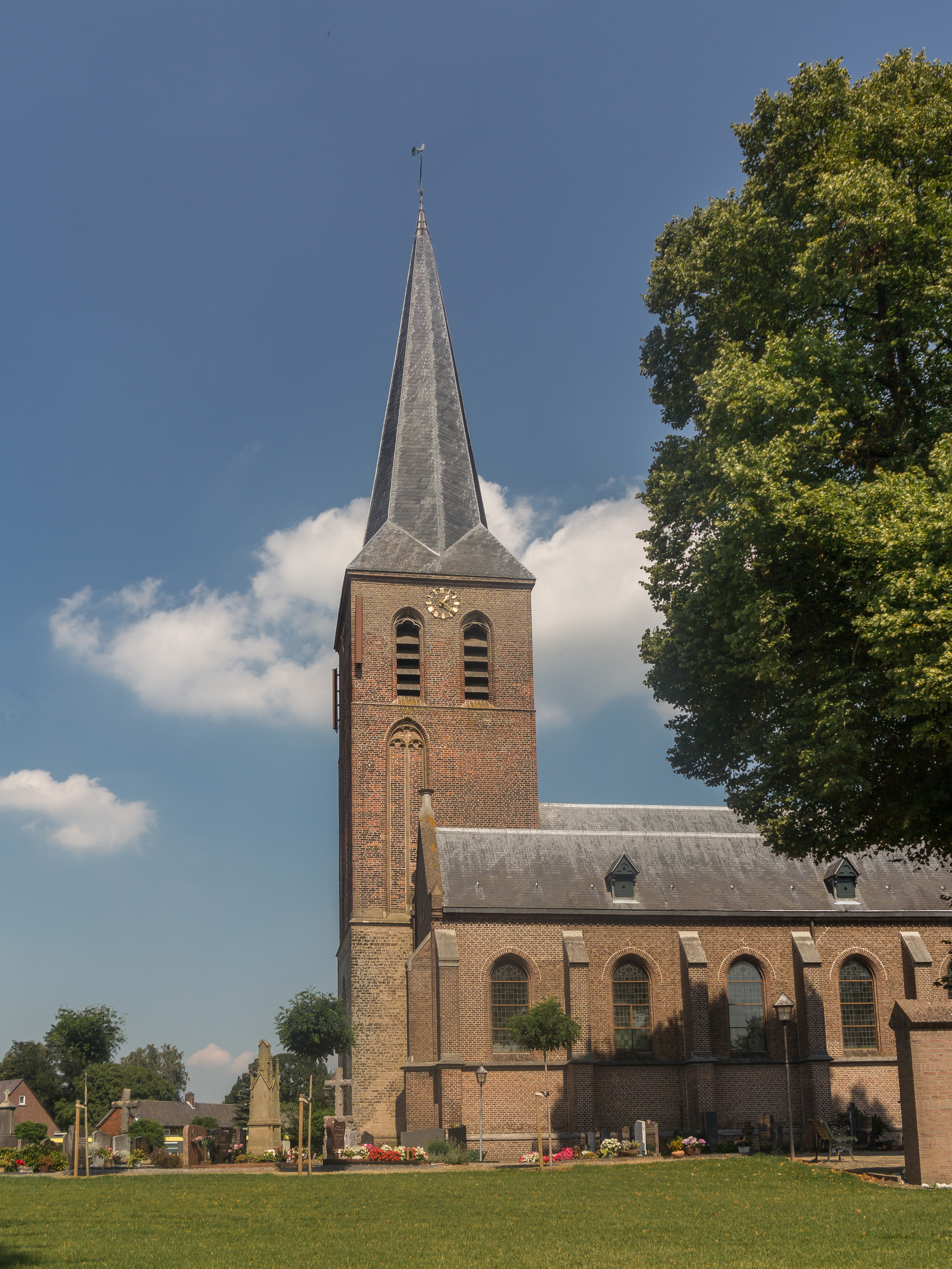
Beek, la iglesia: la Sint Martinuskerk
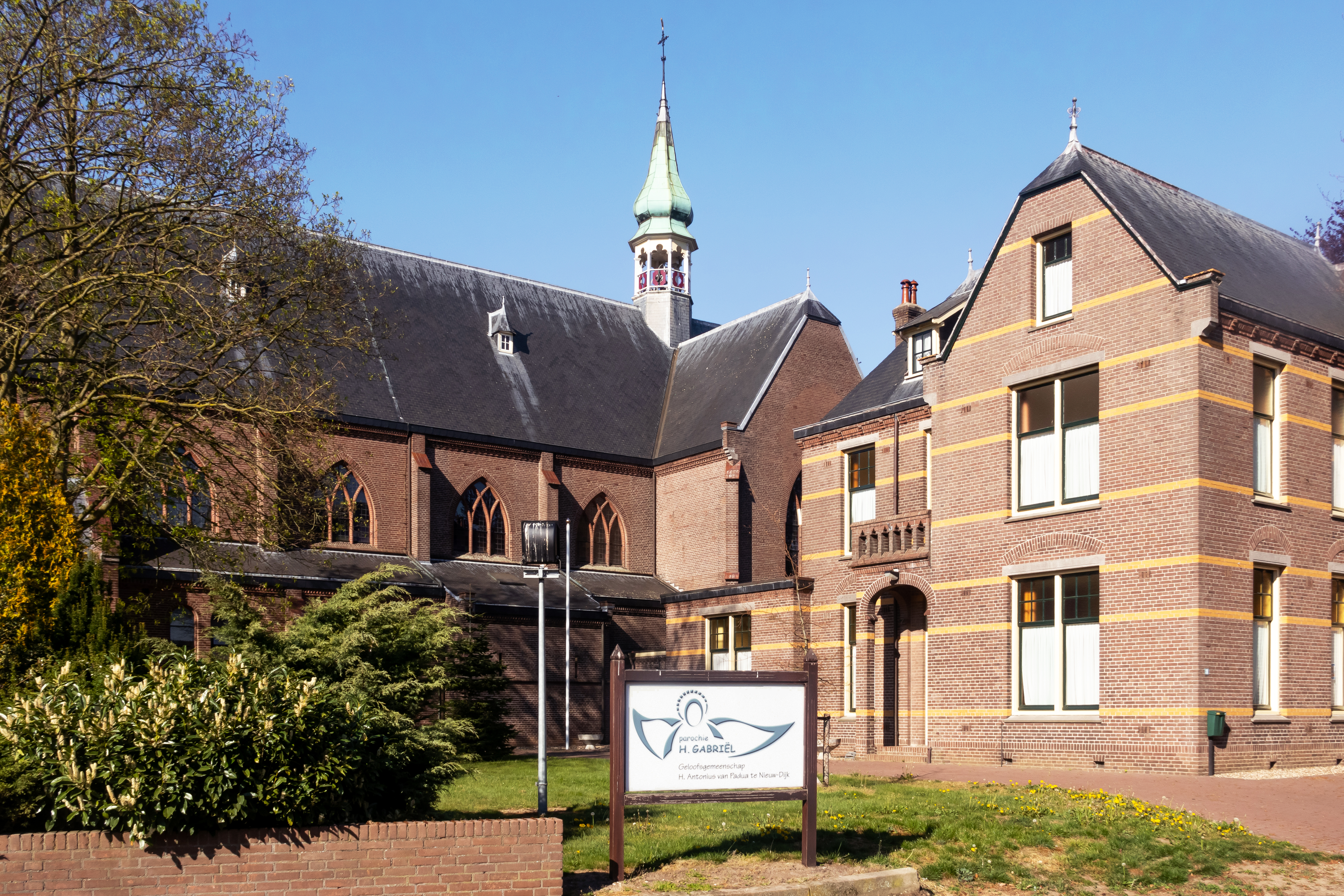
Nieuw-Dijk, la iglesia: la Sint Antonius van Paduakerk
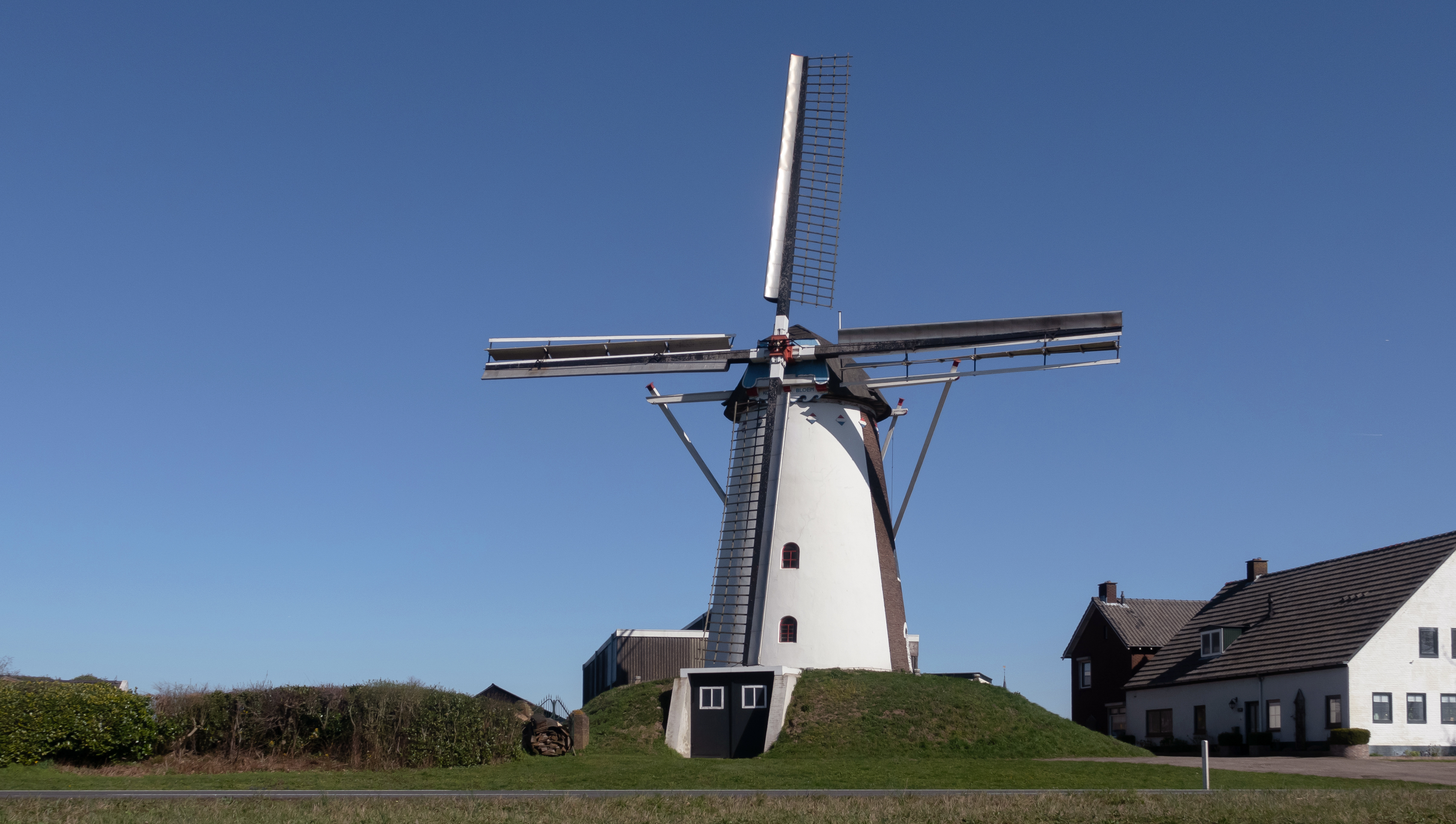
Loil, el molino: beltmolen De Korenbloem
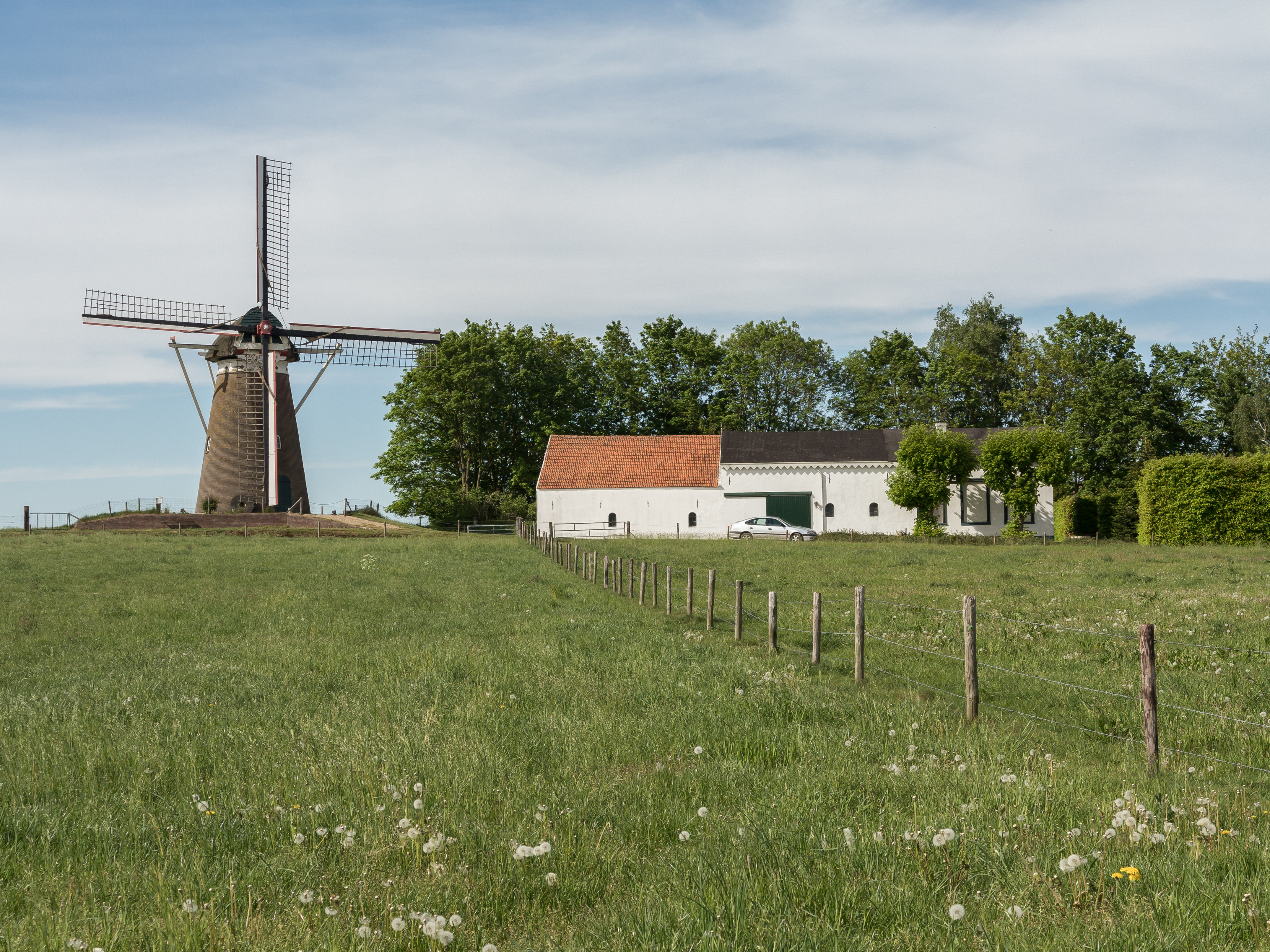
Stokkum, el molino: Düffels Möl